# L'Orloff
L'Orloff (Il diamante degli Czars) (Der Diamant des Zaren) è un film del 1932 diretto da Max Neufeld.
È il rifacimento sonoro di Il diamante dello Zar (Der Orlow), un film muto del 1927 di Jacob e Luise Fleck. Ambedue sono tratti dall'operetta omonima di Bruno Granichstaedten ed Ernst Marischka.

## Trama
Doroschinsky, che lavora come meccanico nella fabbrica automobilistica Rosch & Roller, è in realtà un granduca russo riparato in Germania dopo la rivoluzione. Innamorato di Nadja, una bella compatriota cantante di cabaret, vorrebbe coprirla di regali ma non ha niente da offrirle. L'unica ricchezza che è rimasta a Doroschinsky è un enorme diamante chiamato Orlow che faceva parte dello scettro dello zar.
La notizia che l'Orlow è ricomparso scatena una serie di manovre da parte di truffatori e ladri che vogliono metterci le mani sopra. Spunta anche un falso granduca che rivendica l'Orlow per sé. Alla fine, il truffatore e i suoi complici vengono smascherati e Doroschinsky conquista definitivamente il cuore di Nadja.

## Produzione
Il film fu prodotto dalla Sokal-Film GmbH.

## Distribuzione
Distribuito dalla Tobis-Filmverleih, uscì nelle sale cinematografiche tedesche il 29 novembre 1932. In Germania è conosciuto anche con il titolo Der Diamant des Zaren.